# Букет фіалок
«Букет фіалок» (рос. «Букет фиалок») — радянський художній фільм 1983 року, знятий на кіностудії «Мосфільм».

## Сюжет
Німецько-радянська війна. Інженер авіаполку Берестова знайомиться з льотчиком-винищувачем Ардатовим, дружина якого загинула. Тепер він повинен думати про те, як одному виховати своїх двох дітей. Однак Арбатов не доживе до перемоги. Після війни Берестова знаходить його дітей і усиновлює їх…

## У ролях
- Людмила Ярошенко — Тетяна Берестова
- Юрій Соколов — Сергій Ардатов/Олексій Ардатов
- Микола Мерзлікін — Єгоров
- Валерій Фролов — Терновий
- Павло Махотін — Луговий
- Володимир Яканін — Селіщев, майор
- Ірина Щукіна — Лосєва
- Олексій Горобченко — німецький льотчик
- Роман Хомятов — Боровський
- Юрій Веяліс — Васильєв
- Володимир Климентьєв — Нечіпайло
- Анатолій Шаляпін — Істомін
- Анатолій Скорякин — Пєтухов
- Олег Гречихо — Кримов
- Ваня Трошин — Альоша Ардатов
- Катерина Бондарєва — Марина Ардатова в дитинстві
- Анна Парфененко — Катя в дитинстві
- Марина Бояринова — Катя
- Валентина Березуцька — сусідка Ардатових
- Олена Вольська — вихователь в дитячому будинку
- Мисак Геворкян — епізод
- Юрій Гусєв — радянський офіцер
- Олександра Данилова — вдова
- Сергій Єгоров — епізод
- Володимир Кузнецов — льотчик
- Валерій Малишев — майор
- Олена Манишева — епізод
- Віктор Маркін — іноземний репортер
- Владислав Сердюк — епізод
- Филимон Сергєєв — епізод
- Володимир Скляров — епізод
- Інна Федорова — Агріппінушка, вдова
- Олександра Харитонова — Олександра, вдова
- Олександр Шевельов — епізод
- Світлана Коновалова — вдова
- Михайло Калінкін — епізод
- Любов Горячева — санітарка

## Знімальна група
- Режисери — Віра Строєва, Олег Бондарєв
- Сценаристи — Григорій Рошаль, Тамара Кожевникова, Марина Попович
- Оператори — Ігор Мельников, Герман Шатров
- Композитор — Роман Леденьов
- Художник — Василь Щербак